# 羽村亜美
羽村 亜美（はむら あみ、1984年1月20日 - ）は、日本のフリーアナウンサー・スポーツリポーター・フリーライター。
TCP-Artistと業務提携。

## 人物
東京都羽村市出身。明治大学農学部卒業。趣味・特技は草野球、ゴルフ、家庭菜園、温泉巡り、野球のルールブックを熟読、お酒のおつまみ作り、友達をつくること、ランニング。身長147cm。
お酒を飲むのが好きで、ビアテイスターの資格を持っている。

## 略歴
- 東京都羽村市出身。羽村第一中学校→東京都立武蔵村山東高等学校→明治大学農学部卒業。
- 中学時代はソフトボール部でショートとレフトを守っていた。
- 高校時代は野球部のマネージャーとなり２年時に日米選抜の正式記録員を務める[1]。
- 大学卒業後、一般企業へ就職。
- 2009年よりフリーアナウンサー・スポーツリポーターとして主にプロ野球中継のリポート、インタビュアーとして活動。

## 主な出演
- JSPORTS「J SPORTS STADIUM」オリックス戦 中継リポーター（2017年 - ）
- GAORA/TCN→JSPORTS「都市対抗野球大会」中継リポーター・インタビュアー
- JSPORTS「社会人野球日本選手権大会」中継リポーター・インタビュアー
- JSPORTS「全日本大学野球選手権大会」中継リポーター・インタビュアー
- スカイA「明治神宮野球大会大学の部・高校の部」インタビュアー
- TOKYO MX「全国高等学校野球選手権大会 東西東京大会」中継リポーター・インタビュアー
- J:COM「全国高等学校野球選手権大会 東西東京大会 抽選会」リポーター
- JSPORTS/J:COM「秋季東京都高等学校野球大会」中継リポーター・インタビュアー
- サントリー ザ・プレミアムモルツ球団「ドリームマッチ2015」中継リポーター・インタビュアー
- 日テレプラス「東北楽天ゴールデンイーグルス戦」中継リポーター・インタビュアー
- 日テレプラス「ほぼ月刊イーグルス」MC・リポーター
- TOKYO MX「夢・応援！女子プロ野球中継2013」中継リポーター
- DateFM「WE ARE EAGLER」選手インタビュー
- TOKYO  MX「アメリカンフットボール中継」リポーター
- テレビ埼玉「高校ラグビー」MC・リポーター・インタビュアー
- TCN「球児たちの夏」ディレクター・カメラマン・リポーター・ナレーション
- TCN「全国高校野球選手権大会 西東京大会」スタンドリポーター
- Bay net「中央区広報番組」リポーター

### アスリートトークショー
- 都市対抗野球大会組み合わせ抽選会 監督トークショー
- 東京都高野連主催 指導者研修会「王貞治氏講演会」コーディネイター
- 松井稼頭央選手アップルストアトークショー
- 岩村明憲選手激励会MC
- 野球教室MC

### イベントMC
- 東京ドーム ウインターイルミネーション点灯式 MC
- NHK「きょうの料理」公開収録 ホビークッキングフェア MC
- 食と農林漁業の祭典・国際シンポジウム「TOKYO農業祭」司会

### コラム
- 東北楽天ゴールデンイーグルスモバイルサイト「羽村亜美のちょっとE話」
- 河北新報「羽村亜美のベンチリポート日記」
- ベースボールゲームマガジン「BGMイベントレポート　突撃！羽村が行く」